# WIFU-Stiftung
Die WIFU-Stiftung ist eine gemeinnützige Organisation mit Sitz in Witten. Sie unterstützt Forschung, Lehre und den Austausch zwischen Wissenschaft und Praxis zu Fragen des Familienunternehmertums. Mit ihren Aktivitäten fördert sie die Gewinnung und Verbreitung von Wissen über die Besonderheiten von Familienunternehmen und Unternehmerfamilien.

## Geschichte
Die WIFU-Stiftung wurde im September 2009 von Tom A. Rüsen gegründet, um Forschung im Bereich des Familienunternehmertums zu betreiben. Ein Schwerpunkt der Wissenschaftsförderung besteht in der Finanzierung des an der Universität Witten/Herdecke beheimateten Wittener Instituts für Familienunternehmen (WIFU). Seit 2020 hat die Stiftung ihren Förderansatz verbreitert, indem sie auch andere wissenschaftliche Institutionen, Projekte und Forscher unterstützt (etwa die WHU und das Department für Familienunternehmen und Unternehmerfamilien bei JUMS). In den ersten 15 Jahren ihres Bestehens hat die Stiftung die Bereiche Forschung, Lehre und Veranstaltungen mit rund 25 Millionen Euro gefördert. Sie finanzierte unter anderem fünf Lehrstühle und organisierte zahlreiche Veranstaltungen für die Wissenschaft und die Praxis.

## Ziele und Aufgaben
Die WIFU-Stiftung setzt sich für die Zukunftsfähigkeit von Familienunternehmen ein und fördert in diesem Zusammenhang drei zentrale Bereiche:
1. Forschung: Die Stiftung unterstützt transdisziplinäre Forschung zu spezifischen Herausforderungen von Familienunternehmen und Unternehmerfamilien. Themenbereiche sind u. a. Digitalisierung, Nachfolgeprozesse, Krisen- und Konfliktmanagement, Unternehmensführung, Gesellschafterkompetenzentwicklung, Corporate und Family Governance sowie Familienstrategie. Sie finanziert Lehrstühle, Professuren, Stellen für wissenschaftliche Mitarbeiter und vergibt Doktoranden- und Postdoc-Stipendien[9]. Darüber hinaus vergibt sie Forschungspreise (u. a. auf den Forscherkonferenzen IFERA[10], EIASM[11], EURAM).
2. Lehre: Die Stiftung fördert die akademische Ausbildung von Führungskräften und Mitgliedern von Familienunternehmen und Unternehmerfamilien. Dies geschieht u. a. durch die Einrichtung und Finanzierung von Professuren und Lehrstühlen der Fachrichtungen Betriebswirtschaftslehre, Rechtswissenschaft, Geschichtswissenschaft, Anthropologie und Psychologie/Soziologie.
3. Praxistransfer und Netzwerk: Die Stiftung unterstützt und betreibt reale und digitale Plattformen für den Dialog zwischen Wissenschaft und Praxis, z. B. das WIFU-Forum Familienunternehmen[12] und den Kongress für Familienunternehmen – den größten und ältesten Kongress seiner Art in Europa.[13] Der Wissenstransfer von der Wissenschaft in die Praxis erfolgt auch durch ein frei verfügbares mehrsprachiges Medienangebot. Dazu gehören Studien, Praxisleitfäden, die bei V&R Unipress erscheinende Open-access-Reihe „Schriften zu Familienunternehmen“ (herausgegeben von Tom A. Rüsen, Heiko Kleve und Arist von Schlippe)[14][15] sowie rund 700 digitale Medien, die die Stiftung über ihre Online-Bibliothek bereitstellt (Stand: September 2024). Zudem betreibt sie eigene Social-Media-Kanäle bei LinkedIn und Instagram.

## Organe und Struktur
Die Organe der WIFU-Stiftung sind der Stiftungsvorstand, das Kuratorium und der Institutsträgerrat. Der Vorstand, derzeit vertreten durch Tom A. Rüsen, ist für die strategische und operative Leitung der Stiftung zuständig. Das Kuratorium überwacht die Arbeit des Vorstands und begleitet die strategische Entwicklung der Stiftung. Zu den Mitgliedern des Kuratoriums gehören Persönlichkeiten aus Wissenschaft und Wirtschaft, wie  Frank Stangenberg-Haverkamp (Vorsitzender) und Christiane Dethleffsen (stellvertretende Vorsitzende). Der Institutsträgerrat berät den Stiftungsvorstand, wählt die Mitglieder des Kuratoriums und steht diesem beratend zur Seite. Dem Institutsträgerrat gehören u. a. folgende Mitglieder an: Fabian Kienbaum, Elena von Metzler, Wilfried Neuhaus-Galladé und Peter Pohlmann.
Die Stiftung wird finanziell und ideell von einem Verbund aus Unternehmerpersönlichkeiten getragen. Dieser Trägerkreis umfasst aktuell über 80 Mitglieder (Stand: September 2024).

## Wirkung und Bedeutung
Die WIFU-Stiftung unterstützt mit ihren Aktivitäten die Professionalisierung von Familienunternehmen und Unternehmerfamilien durch praxisorientierte Lösungen. Sie gilt im deutschsprachigen Raum als eine der wichtigsten Institutionen für die Forschungsförderung und den Austausch zwischen Wissenschaft und Praxis im Bereich des Familienunternehmertums.

## Publikationen (Auswahl)

### Praxisleitfäden
- Groth, T.; Rüsen, T. A. & Schlippe, A.: Nachfolge im Familienunternehmen langfristig sichern. Wie Nachfolge in Unternehmen und Gesellschafterkreis gestaltet werden kann. 2020 (wifu.de).
- Rüsen, T. A.: Gesellschafterkompetenz in Unternehmerfamilien. Der Erfolgsfaktor für langlebige Familienunternehmen. 2019 (wifu.de).
- Rüsen, T. A.; Schlippe, A. v. & Groth, T.: Familienstrategieentwicklung in Unternehmerfamilien. Inhalt und Formen von Family Governance und Familienmanagement Systemen. 2019 (wifu.de).
- Schlippe, A. v. & Rüsen, T. A.: Konflikte und Konfliktdynamiken in Unternehmerfamilien. Empfehlungen zum Umgang mit familieninternen Auseinandersetzungen. 2020 (wifu.de).
- Rüsen, T. A.; Schlippe, A. v. & Groth, T.: Mentale Modelle von Familienunternehmen. Wie Unternehmerfamilien über sich und ihre Verbindung zum Familienunternehmen denken. 2019 (wifu.de).

### Studien
- Rüsen, T. A.; Orenstrat, R. & Binz Astrachan, C.: Gesellschafterkompetenz in Unternehmerfamilien. Aktuelle Trends und Entwicklungen. 2022 (wifu.de).
- Clauß, T.; Block, J.; Johann, M.; Lorenzen, S. & Bendel, M.: Digitalisierung in deutschen Familienunternehmen. Empirische Befunde zu Status Quo, Zielsetzungen und Erfolgsfaktoren. 2022 (wifu.de).
- Rüsen, T. A. & Löhde, A. S. K.: Die Unternehmerfamilie und ihre Familienstrategie. Einblicke in die gelebte Praxis von Family Governance. 2019 (wifu.de).
- Rüsen, T. A.; Heider, A. K.; Hülsbeck, M. & Orenstrat, R.: Der Einfluss der Unternehmerfamilie auf den Digitalisierungsprozess des Familienunternehmens. Determinanten und Wirkung des "digitalen Reifegrads" einer Unternehmerfamilie. 2021 (wifu.de).

### Praxisartikel | Interviews | Gastkommentare
- Wimmer, R. & Rüsen, T. A.: Senioren im Generationswechsel. Eine Anleitung zum „Sich-Selbst-Neu-Erfinden“. 2024 (wifu.de).
- Rüsen, T. A. & Nadler, M.: Töchter in der Nachfolge – eine Option mit Anziehungskraft. Aber: Für Nachfolgerinnen ist der Weg auf eine Führungsposition schwieriger als für Nachfolger. 2022 (wifu.de).
- Rüsen, T. A.; Heider, A. K.; Hülsbeck, M. & Bretschneider, U.: Die digitalisierte Unternehmerfamilie. Spezifische Einflüsse und Herausforderungen für Digitalisierungsdynamiken in Familienunternehmen. 2019 (wifu.de).
- Rüsen, T. A.: Management der Unternehmerfamilie 4.0. Formen eines digitalisierten Familienmanagements und Ansätze, den Austausch und Zusammenhalt in einer Lockdown-Situation zu organisieren. 2021 (wifu.de).

### Podcasts
- T. A. Rüsen, C. Grubendorfer: Nachfolgeprozesse in Familienunternehmen (1/2). LEA-Podcast. Nr. 164, 2024 (become-better.org).
- T. A. Rüsen, C. Grubendorfer: Nachfolgeprozesse in Familienunternehmen (2/2). LEA-Podcast. Nr. 165, 2024 (become-better.org).